# Sideritis jahandiezii
Sideritis jahandiezii là một loài thực vật có hoa trong họ Hoa môi. Loài này được Font Quer miêu tả khoa học đầu tiên năm 1924.